# Ihor Hubskyj

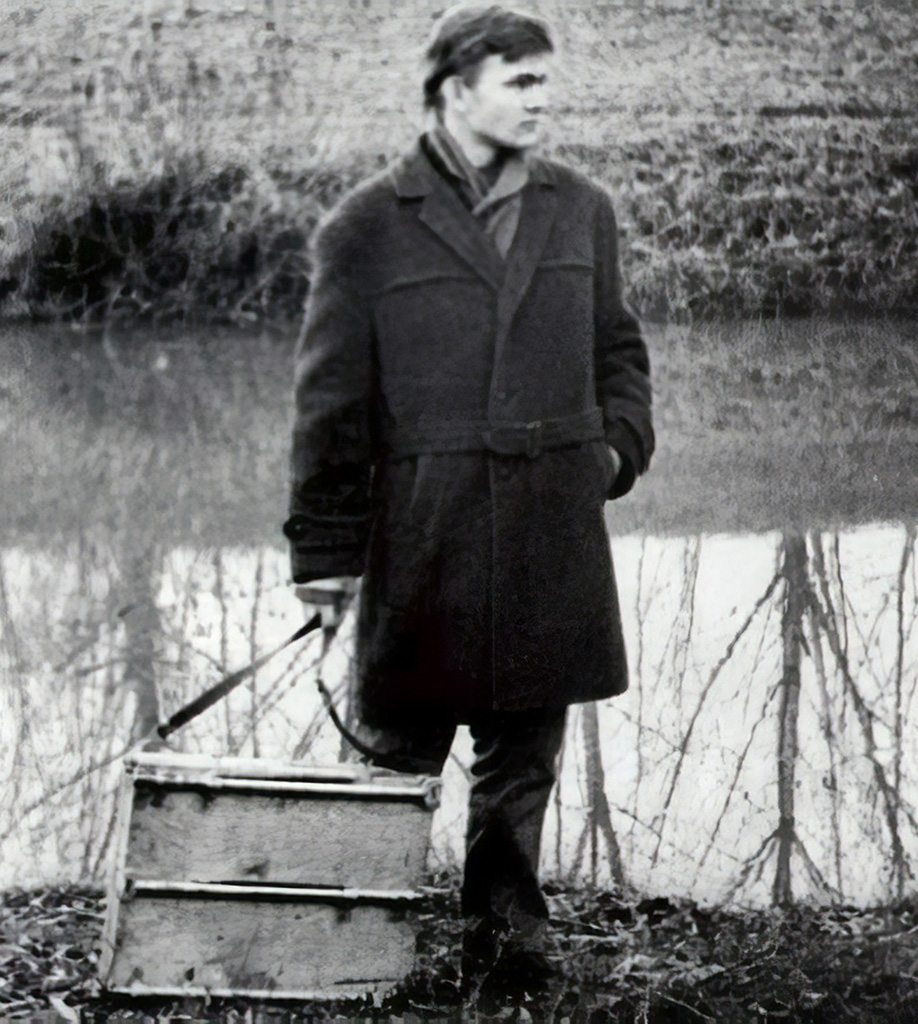
Ihor Hubskyj; 1976

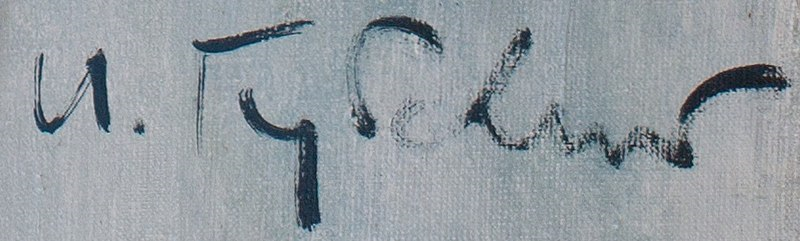
Signatur

Ihor Iwanowytsch Hubskyj (ukrainisch Ігор Іванович Губський, russisch Игорь Иванович Губский Igor Iwanowitsch Gubski, international auch Igor Gubskiy; * 11. Juni 1954 in Stachanow, Oblast Luhansk, Ukrainische SSR; † vor oder am 9. Februar 2022) war ein ukrainischer Maler.

## Leben
Ihor Hubskyj kam im Osten der Ukraine als Sohn des gleichnamigen Künstlers zur Welt. Er studierte von 1969 bis 1973 an der staatlichen Kunstschule in Luhansk und zwischen 1973 und 1979 am staatlichen Kunstinstitut in Kiew unter der Leitung von Wiktor Pusyrkow (Віктор Григорович Пузирков; 1918–1999) und nach seiner Wehrdienstzeit von 1981 bis 1984 an der Akademie der Künste bei Professor Serhij Hryhorjew (Віктор Григорович Пузирков; 1910–1988).
Von 1974 an nahm er an lokalen, nationalen und gesamtsowjetischen Ausstellungen teil. Er wurde 1983 Mitglied der Künstlervereinigung der Ukrainischen SSR und 1987 wurde ihm das Ehrendiplom der Akademie der Künste der UdSSR verliehen. Im selben Jahr wurden seine Werke erstmals international ausgestellt (Schweden, Syrien, Norwegen, Deutschland, Japan u. a.) und im Jahr darauf kaufte das Nationale Kunstmuseum der Ukraine sein Bild  „Rebellion“. 1990 hatte er eine Einzelausstellung im schwedischen Malmö, bei der eines der ausgestellten Werke vom Staatlichen Kunstmuseum Malmö gekauft wurde. Im Jahr darauf konnte er sämtliche Bilder, mit denen er an Auktionen der Auktionshäuser Phillips Auctioneers und Christie’s teilnahm, verkaufen und ein weiteres Jahr später kaufte die Moskauer Tretjakow-Galerie sein Bildnis „Wächter“. Seitdem stellte er seine Bilder regelmäßig auf Einzelausstellungen in namhaften Kunstgalerien aus. Er lebte und arbeitete in Kiew.

## Werk
Die meisten Kunstwerke des Künstlers sind Porträts. Die Hauptfiguren seiner Bilder sind Harlekine, Ballerinas, „Napoleons“, Priester und Juden. In seinen Werken verbindet er Traditionen der westeuropäischen Kunst und Merkmale der russischen Malschule mit der modernen Sprache der Malerei. Inspiriert sind seine Gemälde von den spanischen Künstlern Francisco Goya, Diego Velázquez, José de Ribera sowie der ukrainischen Künstlerin Sinaida Serebrjakowa. Ihor Hubskyj's Werke befinden sich unter anderem in der Tretjakow-Galerie in Moskau, im Nationalen Kunstmuseum der Ukraine in Kiew sowie in Privatsammlungen in der Ukraine, in Israel, Schweden, den USA, Kanada und Frankreich. Er ist einer der wenigen Künstler, die von der Tretjakow-Galerie, gemeinsam mit Tetjana Jablonska und Andrij Kozka (Андрій Андрійович Коцка; 1911–1987), als brillante Vertreter der ukrainischen Schule im 20. Jahrhundert erwähnt wurden.

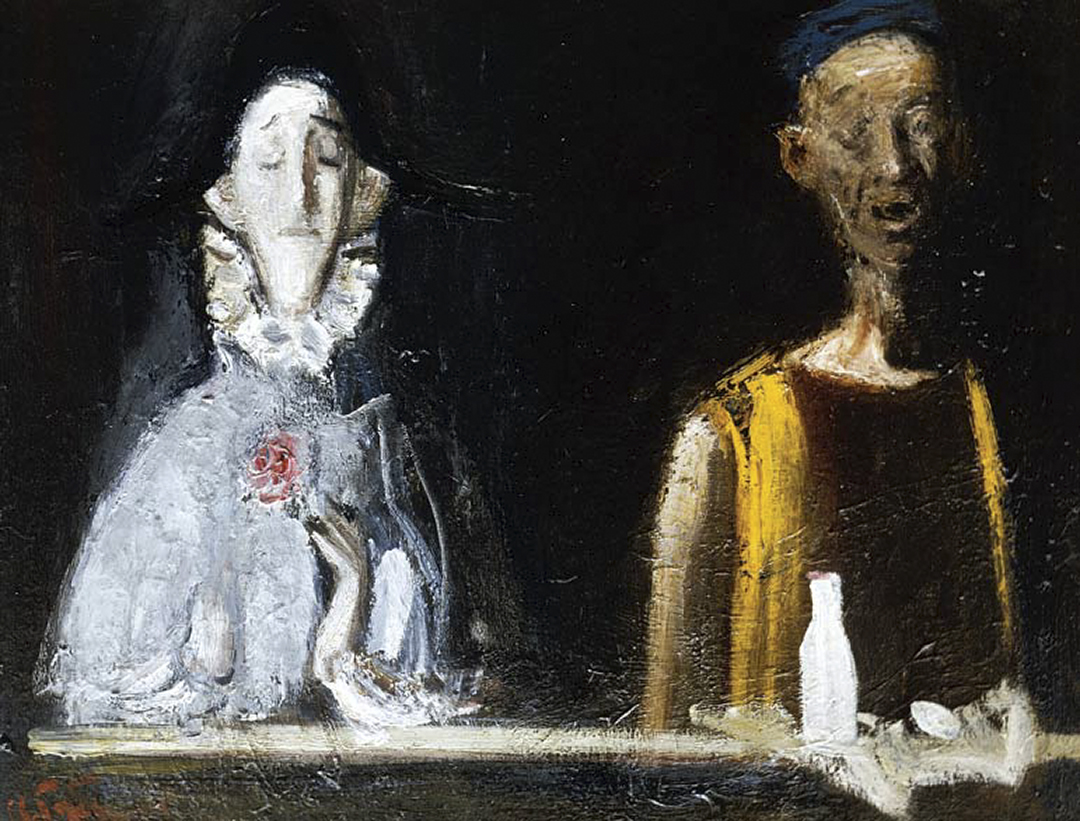
„Kunst und Leben“; 1985
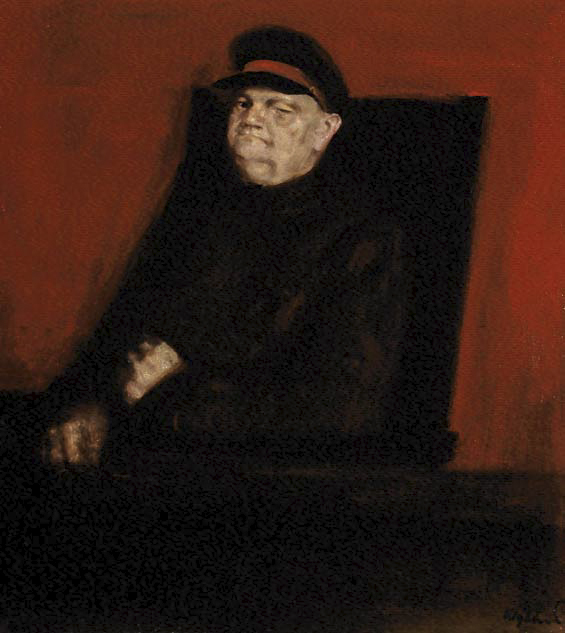
„Wächter“; 1987
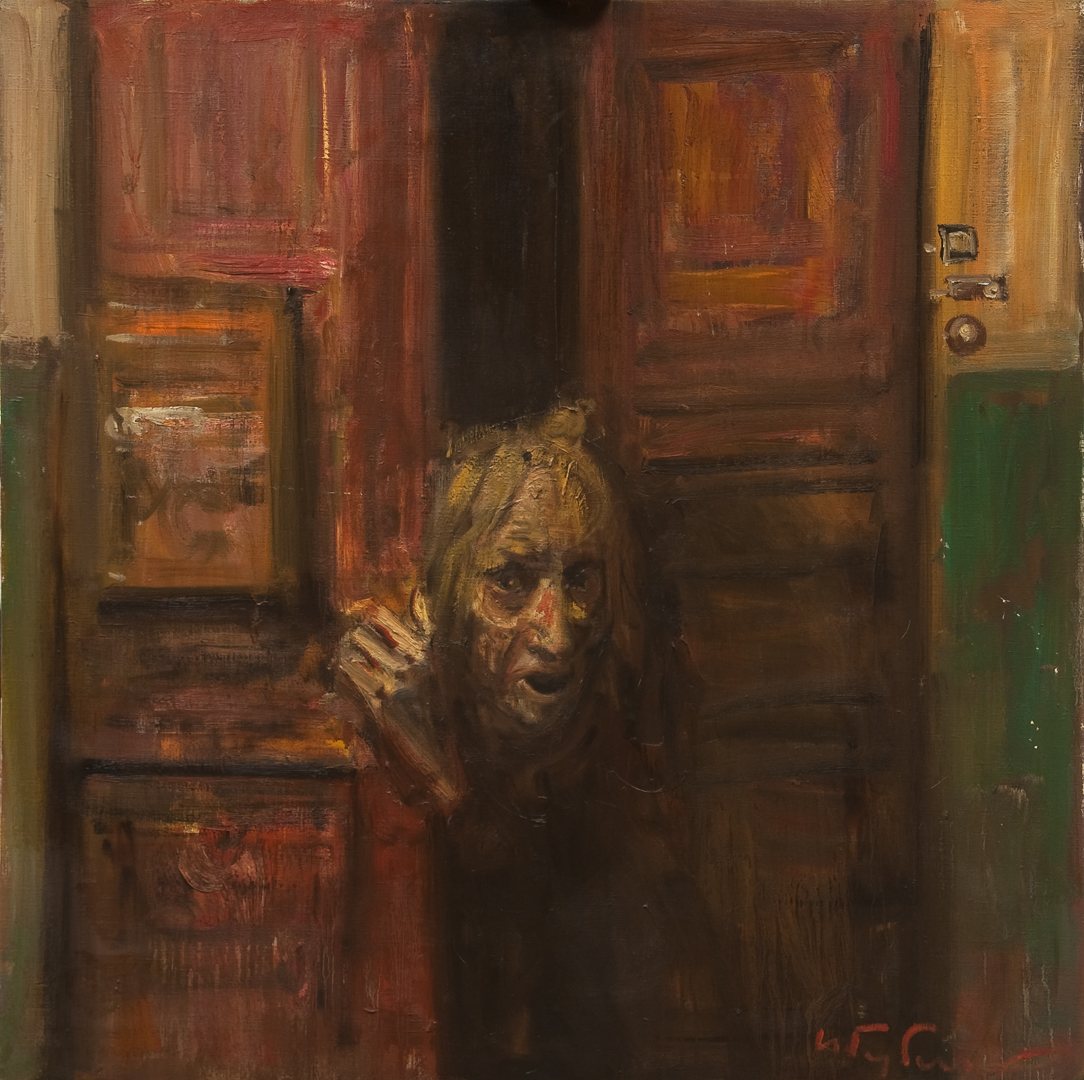
„Wer ist da?“; 2009
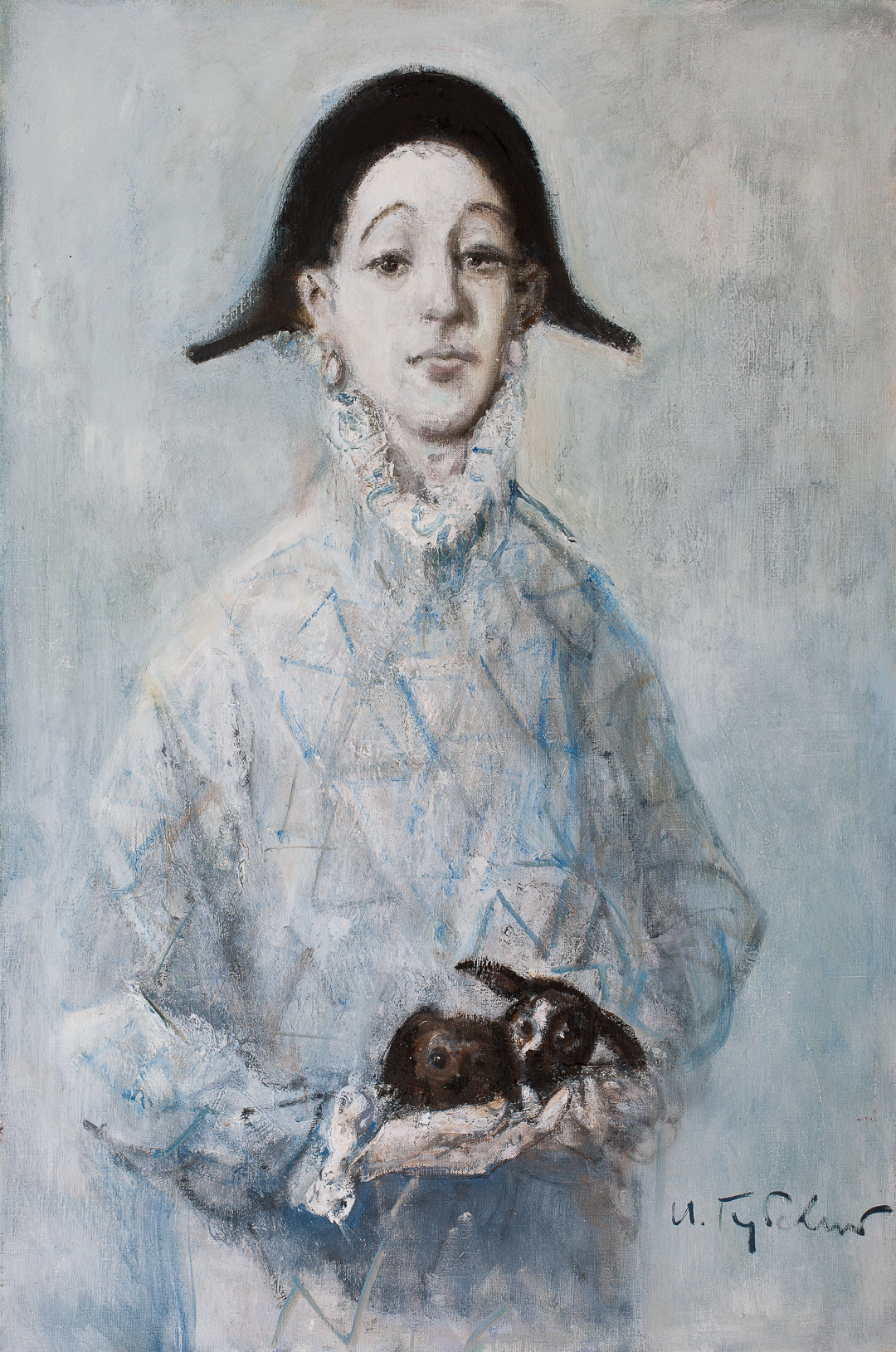
„Harlekin“; 2011
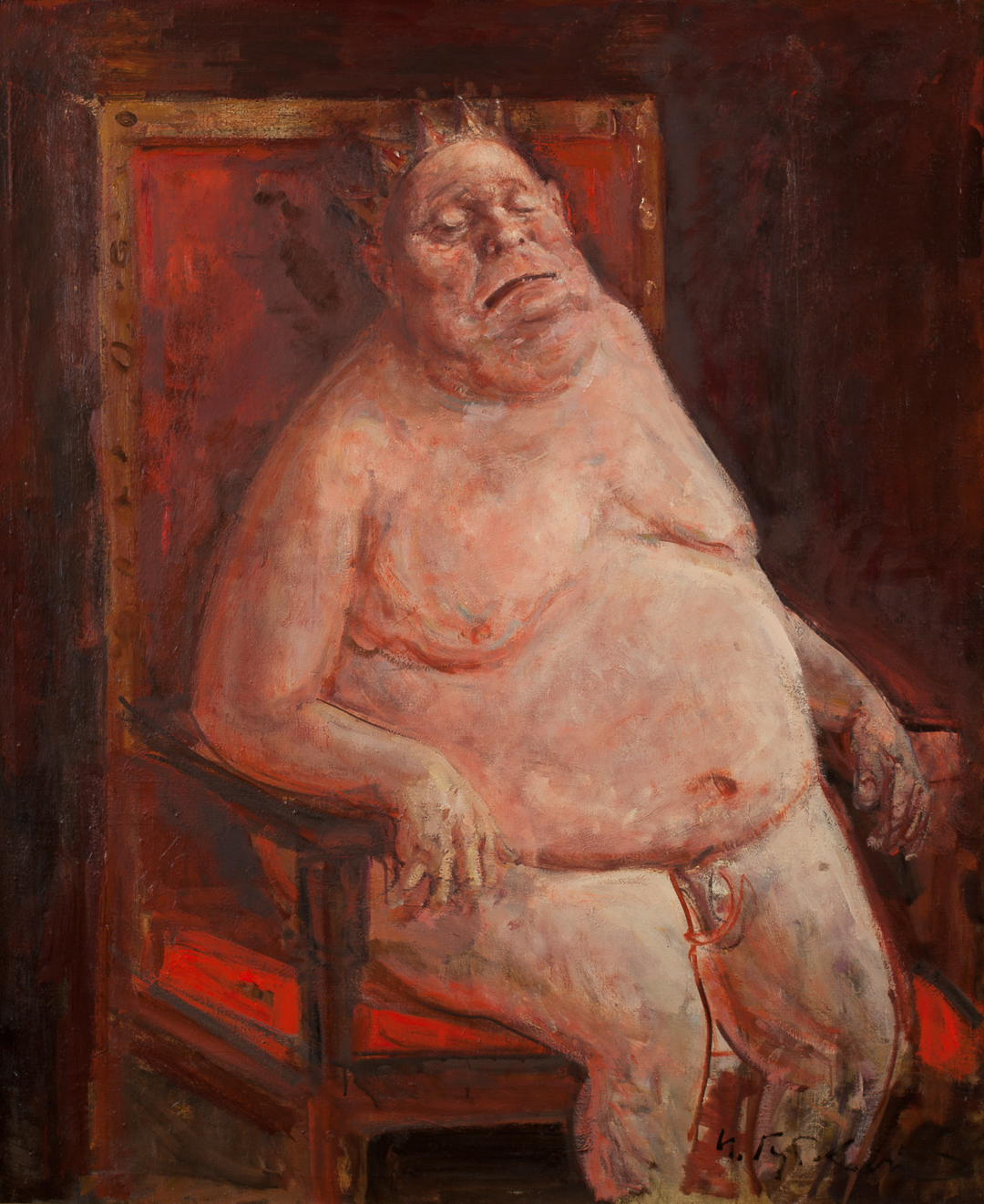
„Von der Macht belastet“; 2014